# Реакція суспільства на російсько-українську війну (з 2014)
У статті описана реакція суспільства, окремих політиків і організацій на російсько-українську війну.

## В Україні

### Політики
Олександр Турчинов зазначив, що кров, яка пролилась у містах Східної України, зокрема у Слов'янську під час АТО «пролилася на війні, яку проти України веде Російська Федерація».
За словами в.о. міністра МВС України Арсена Авакова, захоплення міст на Донбасі 12 квітня 2014 року розглядаються владою України як прояв зовнішньої агресії з боку РФ, щодо якого МВС і МО України мають план реагування.
В.о. президента Олександр Турчинов 12 квітня о 21:00 скликав засідання РНБО через загострення політичної ситуація на сході України. Під час засідання він звільнив Валерія Іванова з посади начальника УСБУ в Донецькій області.
Зважаючи на бездіяльність української влади Автомайдан та Автодозор пікетують засідання РНБО з вимогою зупинити агресію Росії на сході України. Активісти заявляють, що
|  | Засідання з цього приводу мало бути проведено кілька тижнів тому, бо дії були очевидні. Бездіяльність в.о. президента Олександра Турчинова та його команди призводить до втрати територіальної цілісності. |

На засіданні РНБО 12 квітня 2014 року обговорювалися антитерористичні заходи і питання, пов'язані з нормалізацією ситуації на сході України. Після засідання в.о. президента України Олександр Турчинов відмовився спілкуватися з пресою та пікетувальниками і фактично втік від них.
Представник Міністерства закордонних справ України повідомив, що його міністерство має всі необхідні конкретні докази причетності спеціальних служб Росії до сепаратистського заколоту і захоплення державних установ на сході України. У МЗС України пообіцяли надати міжнародній спільноті відповідні свідчення та докази на зустрічі 17 квітня у Женеві. В офіційній заяві, розповсюдженій МЗС України, зокрема зазначається, що
|  | У східних областях України російські спецслужби та диверсанти розпочали перехід до широкомасштабної сепаратистської операції з метою захоплення влади, дестабілізації становища із загрозою для життя громадян України, а також відокремлення цих регіонів від нашої держави. |

13 квітня 2014 року прокуратура Донецької області повідомила, що напади озброєних груп осіб на будівлі органів держвлади в Донецькій області кваліфікуються як «терористичний акт» за статтею 258 Кримінального Кодексу України.
Голова СБУ Наливайченко повідомив, що і в даний час у заворушеннях у східних регіонах України беруть участь українські політики, зокрема, з Партії регіонів та КПУ. Він зазначив, що
|  | Обрані органи влади, від Партії регіонів, беруть пряму участь. Комуністи взагалі беруть автомати… один з депутатів знімався у Луганську у захопленій будівлі. Ми готові назвати конкретні прізвища через матеріали до Генпрокуратури. |

Наливайченко наголосив, що їхні дії не залишаться безкарними, але притягнути їх до відповідальності можна вже буде після виборів.
Міністр МВС України Арсен Аваков ухвалив рішення про створення спецпідрозділів із цивільних для боротьби з терористами і підписав наказ про створення спецпідрозділу «Схід» у Луганській області. Зокрема він зазначив, що
|  | В умовах інспірованих ззовні сепаратистських терористичних атак, створення бандитських формувань, що фінансуються з-за меж країни, загрози внутрішньому порядку та законності — мною ухвалено рішення про створення корпусу спецпідрозділів МВС на основі цивільних формувань по всій території країни. |

В ніч на 14 квітня секретар РНБО Андрій Парубій повідомив в інтерв'ю Громадському ТБ, що українські спецслужби затримали на території країни співробітників російського ГРУ, причетних до розпалювання протистояння на сході України.
15 квітня 2014 р. СБУ відкрила кримінальне провадження стосовно російського банку за фактом фінансуванням тероризму на сході України. Прес-служба СБУ повідомила, що:
Для фінансування терористичних груп в Україні службові особи цієї банківської установи організували у березні-квітні переведення 45 мільйонів гривень з безготівкової форми у готівку і щоденно перераховували від 200 до 500 доларів США на платіжні картки, видані учасникам цих терористичних груп.
16 квітня 2014 року Віталій Найда, один із керівників контррозвідки СБУ, повідомив, що перехоплені переговори російських диверсантів і спецпризначенців, що діють на території України, з їх керівництвом, свідчать, що ті мають завдання вбити кілька сотень людей в Україні, що дасть привід ввести російські війська.
21 травня 2014 року після перебування на позиціях антитерористичної операції в.о. Президента України Олександр Турчинов поставив завдання перед українськими силовиками «повністю очистити регіон від терористів» та «повернути мир і спокій у Донецькій та Луганській областях».
Виконувач обов'язків Генерального прокурора України Олег Махніцький повідомив, що у фінансуванні сепаратизму підозрюються 14 комерційних банків, серед яких і Сбербанк Росії.
Народний депутат України Юрій Сиротюк повідомив, що є список понад 40 генералів ЗСУ, які підозрюються у співпраці з ФСБ і в корупційних діях і якщо не провести зачистки, АТО результативним не буде.
15 липня Арсеній Яценюк виступаючи на нараді в Державній фіскальній службі України зазначив:
|  | У Путіна було і є чітке завдання – знищити Україну, відновити свій вплив на пострадянському просторі. Йому не вдалося зреалізувати цей план так, як вони хотіли. Вони прорахувалися по Донецьку, Луганську, Одесі, Харкову, Миколаєву, Херсону. Путін прорахувався. Аплодисментів російським триколорам не було |

10 жовтня 2015 р. Президент України Петро Порошенко в ході Всеукраїнського форуму учасників АТО назвав події на Донбасі Вітчизняною війною за незалежність України, яка почалася у 2014 році. «Війна — виснажлива, важка, вітчизняна війна за незалежність України, яка почалася у 2014 році, ще продовжується», — зазначив він.
27 жовтня 2016 р., Президент України Петро Порошенко заявив, що українські дипломати працюватимуть над тим, щоб іноземні держави використовували термін «російська агресія» в своїх офіційних документах. «Я хотів би чітко підкреслити, що у нас немає ніякої АТО. У нас є агресія РФ проти незалежної, суверенної нашої держави», — сказав він.

#### Заяви військових спеціалістів та українських політиків
Дії озброєних терористів у Донецькій області чітко нагадують дії «зелених чоловічків» при військовому вторгненні Росії на територію Криму. За словами адмірала Ігоря Кабаненка:
|  | Вторгнення військ РФ на Сході відбулося. У Слов'янську та Красному Лимані діють не сепаратисти, а військові розвідувально-диверсійні підрозділи. Почерк чіткий. Вони «допомагають» сепаратистам в розхитуванні ситуації. Чи потрібно задавати риторичне запитання — а чи буде це продовжуватися та поширюватися? |

Лідер Правого сектора Дмитро Ярош закликав усі структури ПС до повної мобілізації та рішучих дій. Зокрема, він заявив:
|  | В ці години на сході України відбувається повторення кримського сценарію. … Інспіровані Москвою групи злочинців захоплюють будівлі силових структур, змушують їх керівників писати заяви про звільнення, беруть у заручники міліціонерів. … Кремль розраховує, що зможе зайняти східні області України, не зустрівши щонайменшого спротиву. … Враховуючи ситуацію, наказую усім структурам ПС провести повну мобілізацію та приготуватися до рішучих дій із захисту суверенітету та територіальної цілісності країни. |

Дмитро Ярош також закликав українських силовиків не перешкоджати діям Правого сектора, а й допомагати йому у наведенні на українських землях законного порядку.
14 квітня 2014 р. в.о. президента Олександр Турчинов призначив генерал-лейтенанта Василя Крутова першим заступником глави СБУ та головою антитерористичного центру при СБУ. В березні 2014 р. він записав особисте звернення до уряду Росії з закликом припинити ескалацію ситуації в Україні, яка може привести до війни.
Лідер «Батьківщина» Юлія Тимошенко в інтерв'ю телеканалу «Україна» заявила:
|  | Все абсолютно за тим же сценарієм, що і в Криму - 200-250 осіб, які поділені на десятки під керівництвом спецслужб ФСБ організовують штурми адміністративних будівель. … Усе це робиться для того, щоб нагнітати ситуацію перед переговорами, які розпочнуться 17 квітня. |

Перший віце-прем'єр України Віталій Ярема заявив 15 квітня, що у містах Слов'янськ та Краматорськ Донецької області перебувають представники 45-го полку повітряно-десантних військ РФ. Він зазначив, що
|  | Ми ідентифікували тих людей, які перебувають зараз у Слов'янську і Краматорську. Це представники підрозділу 45-й гвардійський полк повітряно-десантних військ …, який розквартирований біля Москви. Ось зараз цей підрозділ розташований на території України. |

16 квітня 2014 один з керівників контррозвідки СБУ Віталій Найда розповів на брифінгу, що головною метою дій диверсантів та спецпідрозділів РФ на території України є максимальна дестабілізація ситуації й що в перехоплених переговорах російські військові обговорюють завдання вбити кілька сотень осіб, щоб після цього протягом 1,5 години ввести війська на територію України.

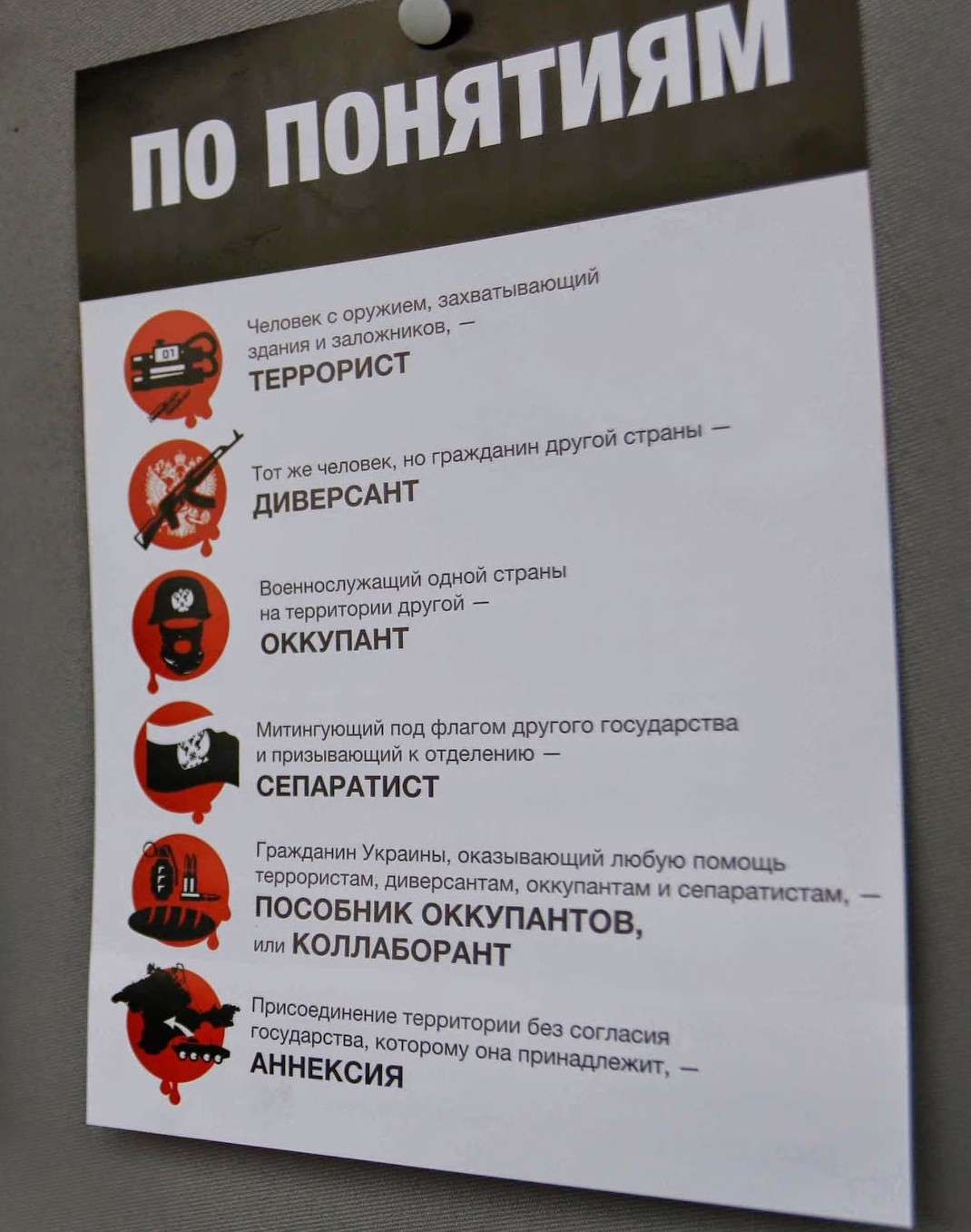
Роз'яснювальна інформація прес-центру АТО для населення Донбасу

#### Роль Партії регіонів
Бійцями батальйону «Донбас» під час звільнення Великоновосілківського району Донецької області від терористів у місцевому офісі Партії регіонів було знайдено велику партію георгіївських стрічок.

### Громадськість
Новоутворені квазідержави Російської Федерації ДНР та ЛНР були іронічно сприйняті населенням України й сатирично названі «Луганда» та «Донбабве», а їх союз «ЛуганДон».
Українці також ініціювали низку кампаній зі збору петицій до Адміністрації Президента США Барака Обами, які набрали необхідну кількість підписів для їх обов'язкового розгляду, зокрема, про визнання Росії «державою-спонсором тероризму».
Активісти в різних куточках України розфарбовували стели з назвами населених пунктів при в'їзді до них синьо-жовтих кольорами українського прапора, зокрема, у Мукачево, Чинадієві на Закарпатті.

Акція протесту в Тбілісі

З початком конфлікту було створено багато карикатур, графіті на країну-агресора та її керівників. Найбільш популярною стала приспівка українських футбольних уболівальників — «Путін — хуйло!», яка стала всесвітньо відомою.
Ультрас харківського «Металіста» заспівали пісню «Путін — х*йло», яка набула великої популярності в інтернеті, і за її мотивами було створено низку роликів та пародій. Пізніше, 6 квітня 2014 року під час матчу з київським «Динамо» вони виконали її в театралізованій формі. Також цю пісню виконували під час матчу «Динамо» — «Шахтар». А вже 17 квітня 2014 року ультрас харківського «Металіста» під час матчу з луганською «Зорею» заспівали нову пісню, присвячену Володимиру Путіну, з нецензурним змістом.
У Харкові активісти провели низку флеш-мобів у травні 2014 року з прикрашання міста українською символікою та прапорами України, зокрема, мосту поблизу залізничного вокзалу «Харків-Пасажирський», проспекту 50-річчя СРСР, а у середині травня у Харкові з'явились патріотичні білборди та були вивішені прапори на низці новобудов.
10 травня 2014 року з донецького СІЗО в'язні вивісили Державний прапор України.

Галерея
Малюнки 10-12 річних дітей на плиточному тротуарі у місті Києві (Лісовий масив) (зібрані в одне зображення, липень 2014)

### Волонтерський рух в Україні
З початком війни проявилося погане забезпечення української армії, якій не вистачало навіть їжі та обмундирування. У зв'язку з цим в Україні виник потужний волонтерський рух, що став надавати військовим різноманітну допомогу — від продуктів і ліків до дорогої техніки (тепловізори, приціли, безпілотні літальні апарати, протикумулятивні екрани тощо). Інші волонтери займаються медичною допомогою потерпілим, підтримкою переселенців, пошуком зниклих безвісти та роботою зі звільнення полонених. Зазвичай великі волонтерські групи працюють на основі краудфандингу, і деякі з них досягли стандартів прозорості, що значно перевищили державні. Волонтерські організації діють у всіх підконтрольних Україні великих містах та багатьох інших населених пунктах; значну підтримку надає й українська діаспора.

### Великий бізнес
Влада Дніпропетровської області на чолі з бізнесменом Ігорем Коломойським пропонують фінансову винагороду за здачу зброї та за передачу владі російських найманців. Про це повідомив заступник голови Дніпропетровської облдержадміністрації та бізнесмен Борис Філатов:
|  | У нас є пропозиція. За кожну повернуту одиницю зброї — виплачується винагорода: за автомат 1000 доларів США, кулемет — 1500 доларів США, гранатомет — 2000 доларів США. За кожного переданого «зеленого чоловічка», він же найманець, що ступив на нашу спільну землю і що намагається зіштовхнути нас у братовбивчій війні — винагорода 10 000 доларів США. За кожну звільнену будівлю, передану місцевій владі та під охорону спецроти «Донбас» батальйону «Дніпро» — винагорода 200 000 доларів США |

Луганський депутат Сергій Шахов запропонував грошову винагороду за затриманих бойовиків і повернену правоохоронцям зброю.
У дніпропетровській ОДА ухвалено рішення виплатити 500 000 гривень особовому складу військової частини Маріуполя, що відбила атаку сепаратистів.

16 квітня 2014 р. заступник керівника дніпропетровської облдержадміністрації Борис Філатов запропонував грошову винагороду за кожну одиницю вогнепальної зброї:
|  | У нас є пропозиція. За кожен повернутий "ствол" - виплачується винагорода за автомат 1000 доларів США, кулемет - 1500 доларів США, гранатомет - 2000 доларів США. За кожного переданого «зеленого чоловічка», він же найманець, що ступив на нашу спільну землю і намагається зіштовхнути нас у братовбивчій війні - винагорода 10 000 доларів США. |

17 квітня керівник спецпідрозділу «Дніпро-1» Береза Юрій офіційно підтвердив, що винагороду за спійманих диверсантів і здану зброю жителі південного сходу України можуть отримати конфіденційно на кордоні Дніпропетровської області. Зокрема він оголосив, що
|  | Передача диверсантів і зброї та відповідна винагорода за них буде відбуватися на блокпостах на кордонах Дніпропетровської області. … Ці блокпости встановлені в Покровському (с. Покровське та с. Просяне) і Межівському (с. Підгороднє, с. Слов'янка, с. Петропавлівка) районах області. |

## В Росії

### Громадянський спротив агресії
2 березня 2014 року антивійськові акції протесту проти агресії влади Росії в Україні відбулися у Москві, Санкт-Петербурзі та Калузі, в ході яких російською владою було затримано 285 учасників, більшості з яких інкриміновано статтю «непокора законному розпорядженню співробітника поліції».
15 березня 2014 року [Архівовано 23 липня 2021 у Wayback Machine.] у Москві, Санкт-Петербурзі, Єкатеринбурзі, Самарі, Магадані та інших містах Росії відбувся перший антивоєнний «Марш миру та волі», спрямований проти військової агресії президента Російської Федерації Володимира Путіна щодо України, нагнітання ненависті та закриття вільних ЗМІ. Кількість учасників в одній тільки Москві офіційно оцінювалась у близько 50 тисяч осіб.

### Легітимація діяльності окупаційної влади на територіях «ДНР» і «ЛНР»
2 квітня 2015 року 18-м «випускникам» так званої «Донбаської національної академії будівництва і архітектури» («ДонНАБА»), яка знаходиться у Макіївці, від імені так званої «ДНР» було вручено дипломи магістрів Ростовського державного будівельного університету. Як наголошується в повідомленні на сайті так званої «Ради міністрів і Народної ради ДНР», отримання дипломів російського вишу «студентами» даної «академії» стало можливим завдяки рішенню «спільної акредитаційної комісії» до складу якої входили «російські колеги».
Міністр освіти і науки РФ Дмитро Ліванов у липні 2015 року заявив, що Росія визнає атестати, видані на підконтрольних «ДНР» та «ЛНР» територіях, еквівалентними аналогічним документам, які видаються у школах на території України.

### Придушення внутрішньої опозиції війні
В ході придушення внутрішньої опозиції збройній агресії проти України у Росії відбулось декілька гучних та, можливо, показових вбивств.
27 лютого 2015 року в центрі Москви було вбито опозиційного російського політика Бориса Нємцова. Вбивство було скоєне напередодні запланованого на 1 березня антивоєнного, антикризового маршу «Весна». На думку Петра Порошенка, це вбивство було пов'язано із намірами Бориса Нємцова оприлюднити переконливі докази участі російських Збройних сил в Україні.

## У світі
У грудні 2014 року група зі 142 німецькомовних експертів з питань країн Східної Європи (серед них — учені, політики, активісти й журналісти Німеччини, Австрії та Швейцарії) опублікували в газетах Zeit Online (Гамбург), Der Tagesspiegel, Die Welt, Berliner Zeitung (Берлін) і Der Standard (Відень) звернення, в якому засуджували роль Росії та закликали до того, щоб політика Німеччини стосовно Росії базувалася на реаліях, а не на ілюзіях:

| Переважна більшість німецьких дослідників, активістів та журналістів, які займаються українським конфліктом з наукової, суспільно-цивільної або журналістської позицій, одностайні у своїй оцінці: в цій війні є як однозначний агресор, так і чітко ідентифікована жертва. Так само, як недоліки інших колись окупованих країн не применшують злочинного характеру їх захоплення, так і різними вадами української політичної системи неприпустимо виправдовувати анексію Росією Криму і завуальовану інтервенцію у Східній Україні. Якщо Москва відчуває загрозу з боку ЄС і/або НАТО, то їй слід вирішувати цю проблему з Брюсселем. Україна не є членом жодної зі згаданих організацій і не веде переговорів про вступ до них. Проте під приводом загрози з боку Заходу, яка нібито існує, Росія веде сьогодні «гібридну війну» на Донбасі, що вже коштує тисяч людських жертв, а також десятків тисяч поранених, травмованих і біженців. |
| — Відкритий лист 142 експертів з Німеччини, Австрії та Швейцарії. Грудень 2014 |

- У 2017 р. Нобелівський лауреат Світлана Алексієвич висловила свою думку стосовно Російської експансіоністської політики, зокрема ставлення Росії до України і Білорусі, причин Війни Росії проти України: «Це проблема росіян, перш за все, якщо вже на те пішло, що „русский мир“ не розуміє своїх кордонів, він не відчуває своїх кордонів, він не знає, де вони розташовуються. І тому у свідомості росіян Україна, Білорусь — це теж Росія. І тому війна в Україні — це проблема цих російських ідей. Звідси і ця нескінченна експансія»[64]

## Музика, кінематограф, виставки

Донбаський «ополченець». Кадр з російського фільму «Правда»

Російсько-українська війна стала поштовхом для українських музичних виконавців. Співаки через свою творчість висловлюють підтримку українським військовим. Так гурти ТЕЛЬНЮК: Сестри та Kozak System заспівали пісню на слова Ірини Цілик «Ти повертайся живим», ТІК випустили кліп «Запах війни», який знімали за допомогою волонтерів. Анастасія Приходько та Микита Рубченко записали пісню «Герої не вмирають», присвячену учасникам цих подій. Гурт Тартак виступив з роботою «Висота (Ніхто крім нас)», про повітряно-десантні війська. Гайдамаки записали відео «УКРОП», про захисників України.
Події війни широко висвітлені в українських та іноземних документальних фільмах. Була випущена стрічка «Позывной Диверсант», режисера Клавдії Буквич про події в Криму та окупацію півострова, а також про діяльність активістів, що ризикуючи життям в той час займались постачанням для українських військових. Фільми «Неоголошена війна. Щоденник пам'яті» та «Контакт» розповідають про події війни на сході України. Студія Babylon13 випустила низку документальних фільмів, що висвітлюють конфлікт.
18 грудня 2014 року під Києвом розпочались зйомки художнього серіалу про Національну Гвардію України у якому покажуть і Майдан, і війну на Сході. Перші чотири глядач побачить на телебаченні навесні 2015-го. У Росії, прискореними темпами знімають короткометражний пропагандистський фільм про війну в «Новоросії» під назвою «Правда».
У Львові відкрився фотопроєкт художників присвячений подіям 2014 року в Криму. Виставка — це співпраця кримських та львівських художників. У столиці Україні відбулась низка заходів. На виставці картин художника Владислава Шерешевського, яка проходила з 3 по 16 квітня 2014 року було представлено більш ніж 25 нових картин, присвячених подіям на Майдані та в Криму. 6 грудня 2014 року в Києві відбулась виставка присвячена подіям на Донбасі.
З 2015 року учнів одинадцятих класів будуть вчити про Євромайдан та російсько-українську війну. Завдання, пов'язані з подіями включені до програми ЗНО з історії України.
В Польщі знятий документальний фільм «Дружба в тіні Кремля».

## Вшанування пам'яті загиблих в Україні
25 травня 2016 року у м. Дніпро відкрито перший в Україні музей АТО під відкритим небом (біля Історичного музею)
У багатьох містах України розпочався процес перейменування вулиць, назва яких пов'язана із країною-агресором. Об'єкти називають на честь героїв, які загинули за Україну. Депутати Кіровоградської міської ради ухвалили рішення про перейменування вулиці П'ятирічки 3-ї на вулицю Юрія Власенка — кіровоградця, добровольця, який загинув на Сході. Також у місті з'являться провулки ‒ Гвардійський, Волонтерський та Героїв АТО. У селі Руська Поляна на честь героїв, які загинули у війні, було названо 8 вулиць. Вулицям дали ім'я прикордонників — Ігоря Момота, Ігоря Петріва, Сергія Єпіфанова, Миколи Зайцева, Володимира Гречаного, Віталія Вінніченка.
Для вшанування пам'яті загиблих у війні з Росією в Україні оголошувались Дні жалоби:
- 25 червня 2014 — День жалоби за трагічною загибеллю військовослужбовців 14 червня 2014 року та вшанування учасників антитерористичної операції в Донецькій та Луганській областях[75]
- 15 січня 2015 — День жалоби за загиблими в результаті дій терористів[76]
- 25 січня 2015 — День жалоби за загиблими мирними жителями міста Маріуполя[77]